# Aritz Aduriz
Aritz Aduriz Zubeldia (San Sebastián, 11 de febrero de 1981) es un exfutbolista español que se desempeñaba como delantero. Desarrolló la gran parte de su carrera deportiva en las filas del Athletic Club, donde anotó 172 goles que le convierten en el máximo goleador del siglo XXI del club y en el sexto de su historia tras Telmo Zarra, Bata, Dani, Gorostiza y José Iraragorri (el tercero excluyendo torneos amateur).
Fue internacional absoluto con la selección española en trece ocasiones, siendo el goleador más veterano de su historia con 35 años y 275 días.
Actualmente trabaja en la dirección deportiva del RCD Mallorca.

## Trayectoria

### Inicios en el Antiguoko y Aurrerá de Vitoria (1994-2000)
Creció en el barrio donostiarra de Ategorrieta, estudiando en la ikastola Herri Ametsa. Con catorce años se desplazó al barrio de Ayete junto a su familia. Sus padres eran monitores de esquí y grandes apasionados de los deportes de montaña, por ello, desde su infancia practicó deportes tan variados como esquí, tenis, piragüismo, snowboard, surf o pala. Incluso, con nueve años, fue subcampeón de España de esquí de fondo, aunque finalmente se inclinó por el fútbol.
Tras dar sus primeros pasos como futbolista en el Sporting de Herrera, en 1994, se incorporó al Antiguoko KE donde jugó en categoría infantil, cadete y juvenil. En dicho equipo, que tenía convenio de colaboración con el Athletic Club, coincidió con futuros futbolistas profesionales como Xabi Alonso, Mikel Arteta, Andoni Iraola o Mikel Alonso. En junio de 1999 llegaron a disputar las semifinales de Copa del Rey Juvenil contra el Real Madrid, imponiéndose en el partido de ida por 4-2, aunque en el partido de vuelta cayeron eliminados por 3-0. Aritz terminó el año como máximo goleador, con 33 goles en su haber.
En 1999 se incorporó al Aurrerá de Vitoria de Segunda División B, club convenido del Athletic. Aritz fichó por el equipo alavés porque quería iniciar los estudios universitarios de IVEF en Vitoria, aunque finalmente no pudo acceder por unas décimas. En su única campaña con los vitorianos marcó ocho goles, dos de ellos al Bilbao Athletic en la última jornada.

### Lezama y debut con el Athletic Club (2000-2003)
En el año 2000 se incorporó al Bilbao Athletic de cara a la temporada 2000-01. En su primera campaña en Lezama marcó siete goles, siendo el máximo goleador del equipo, aunque no se consolidó como titular hasta la segunda vuelta. En la temporada 2001-02, con Carlos Terrazas como entrenador, fue titular en 35 jornadas marcando ocho goles. En esta ocasión, quedó detrás de Arriaga (15 goles) en la tabla de goleadores. Su buen hacer le permitió viajar en dos ocasiones con el primer equipo, si bien no llegó a entrar en la convocatoria definitiva.
Fue seleccionado para hacer la pretemporada con el primer equipo en verano de 2002. El 11 de septiembre se produjo su debut oficial con el Athletic Club, que entrenaba Jupp Heynckes, en un partido de Copa ante el Amurrio. El 14 de septiembre debutó en Primera División, ante el FC Barcelona, al sustituir a Santi Ezquerro en el minuto 77. Acudió a varias convocatorias más del primer equipo cuando había alguna baja en el ataque, sin embargo, sólo jugó dos partidos más de Liga correspondientes a la jornada 23 y 24. Disputó la gran parte de la temporada en el filial, con el que disputó la fase de ascenso a Segunda División, bajo las órdenes de Ernesto Valverde. El 23 de marzo sufrió una distensión en los ligamentos de la rodilla derecha que le tuvo de baja algo más de un mes. Esta lesión, sumada a sus ausencias por estar con el primer equipo, influyeron en que sólo marcara cinco goles con el filial, incluido uno al Burgos CF en la promoción de ascenso, siendo Azkorra (14 goles) el máximo goleador. Después de acabar la temporada sin lograr el ascenso, el club negoció la renovación con el delantero para buscar una cesión. El jugador quería jugar en un equipo de Segunda División, algo que veía difícil de conseguir si era como cedido, por lo que no se llegó a un acuerdo.

### Burgos C.F. y Valladolid (2003-2005)
Finalmente fichó por el Burgos C.F., de Segunda División B, que entrenaba Carlos Terrazas. Su temporada fue sobresaliente, siendo siempre titular y anotando 16 goles, incluido un triplete ante el Fuenlabrada. De cara a la temporada 2004-05, decidió aceptar la oferta del Real Valladolid de Segunda División. En sus tres primeros partidos anotó seis goles, incluido un triplete ante el Alavés (2-4). El 25 de enero de 2005, en la eliminatoria de cuartos de final de Copa del Rey ante el Athletic Club, marcó su primer gol en San Mamés (3-2), de penalti en el minuto 87. El 27 de marzo sufrió una lesión muscular en su pierna derecha, que le tuvo casi dos meses de baja. Finalizó la temporada siendo el máximo goleador del equipo pucelano con 14 tantos, no obstante, anotó doce de ellos en la primera vuelta.
Su buen inicio de temporada 2005-06 hizo que su antiguo club, el Athletic Club, que por entonces buscaba un delantero en su lucha desesperada por eludir el descenso se fijara en él. Finalmente, el club bilbaíno abonó 3 millones de euros por el delantero, que fue presentado el 18 de diciembre como nuevo jugador rojiblanco.

### Athletic Club (2006-2008)
Desde su llegada se hizo con el puesto de titular, debutando en la derrota (0-1) ante el Real Madrid el 3 de enero. Sus dos primeros goles llegaron el 22 de enero de 2006, en el derbi ante la Real Sociedad (3-3). El 26 de febrero marcó su primer gol como jugador rojiblanco en San Mamés, en un empate a uno ante el Villarreal. El 19 de marzo marcó el único gol del partido en Balaídos ante el Celta. El 2 de abril sufrió un esguince en la rodilla derecha, que le tuvo de baja tres partidos. A su regreso volvió a recaer, perdiéndose las tres últimas jornadas de Liga. El equipo de Javier Clemente logró la permanencia y Aritz fue el pichichi del equipo, con seis goles, por delante de jugadores como Urzaiz, Llorente o Etxeberria. Arrancó la temporada 2006-07 como titular, pero después de sufrir su segunda expulsión de la temporada perdió el puesto entre diciembre y enero. Mané le volvió a situar como titular a lo que el delantero respondió con goles, marcando un doblete, ante el Getafe, en febrero (2-0) y el gol del empate, en marzo, ante el Celta (1-1). El 19 de mayo consiguió marcar un triplete en La Romareda (4-3). En la última jornada, consiguió forzar el gol en propia puerta de Serrano que dio la permanencia al equipo vasco, en la última jornada de Liga, ante el Levante (2-0). Finalizó la campaña con ocho goles siendo, nuevamente, máximo goleador del equipo.
Inició la temporada 2007-2008, con Joaquín Caparrós como técnico, como titular. Las dos primeras victorias del equipo llegaron con sendos dobletes suyos ante Levante y Valladolid a domicilio. A partir del mes de diciembre empezó a alternar titularidades y suplencias, siendo más habitual sus salidas desde el banquillo. A pesar de ello, fue el segundo máximo goleador, con nueve goles, por detrás de Fernando Llorente.
A finales de agosto, el club recibió una oferta por el jugador procedente del Mallorca. El presidente Macua no lo consideró un jugador estratégico o imprescindible, por lo que decidió aceptar la oferta. Joaquín Caparrós calificó el traspaso como un paso adelante para poder mantener a otros jugadores. Su traspaso, en la última semana de mercado, causó una gran polémica ya que no fue entendido ni por sus compañeros ni por la afición. De hecho, el jugador reconoció que se vio obligado a irse.

### R. C. D. Mallorca (2008-2010)

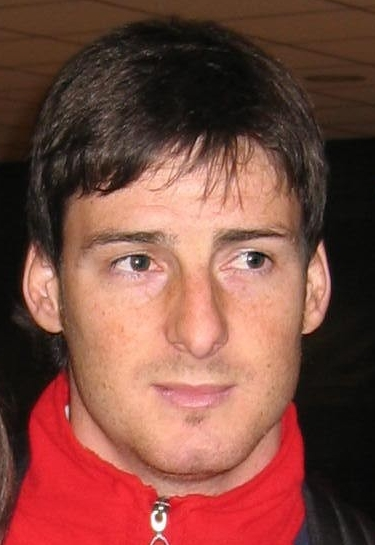
Aduriz en 2008

La marcha al fútbol turco del pichichi Dani Güiza, tras la Eurocopa 2008, había dejado al equipo balear con la necesidad de reforzar su delantera. Finalmente, en una operación relámpago realizada a finales de agosto, fichó por el Mallorca a cambio de cinco millones de euros más uno variable en función de objetivos. El donostiarra firmó un contrato con el Mallorca hasta el 30 de junio de 2012.
El 14 de septiembre, en su primer partido como titular, marcó su primer gol con la camiseta bermellona en un empate a uno ante Osasuna. Sin llegar a acercarse a los guarismos de Güiza, acabó la temporada como máximo goleador del equipo dirigido por Gregorio Manzano con once goles.
Arrancó su segunda temporada con cinco goles en las siete primeras jornadas de Liga. Además, firmó un gol en cada partido de Liga ante al Athletic Club. El Mallorca estuvo virtualmente clasificado para la Liga de Campeones en la última jornada, pero un gol del sevillista Rodri en el minuto 90 les arrebató la cuarta plaza. Finalmente el equipo obtuvo un puesto para la Liga Europa, al quedar en 5.º lugar, tras ser adelantado por el Sevilla. El delantero volvió a ser el máximo anotador del equipo, con trece goles. El mérito fue mayor debido a los graves apuros económicos del club que, entre otros problemas, no podía hacer frente al coste del fichaje del delantero donostiarra. No fue hasta el 3 de noviembre de 2017 cuando Robert Sarver, nuevo dueño del club bermellón, abonó el dinero adeudado por su fichaje.

### Valencia C. F. (2010-2012)

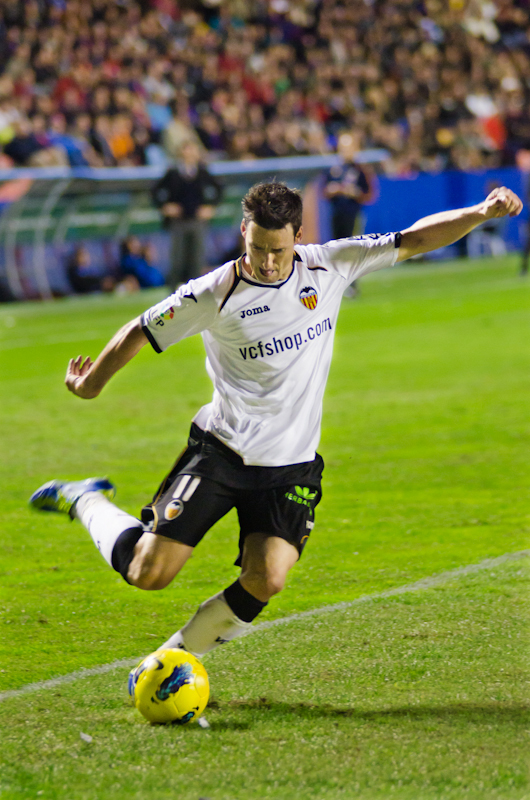
Aduriz jugando para el Valencia C. F.

La mala situación económica del club balear obligó a buscar un traspaso para recaudar dinero. El 14 de julio de 2010, tras rechazar la oferta del Fenerbahçe, se anunció su traspaso al Valencia por 4 millones de euros. El jugador firmó por el club dirigido por Unai Emery hasta el 30 de junio de 2013.
En su debut como jugador ché solo tardó nueve minutos en marcar. Fue contra el Málaga, el 28 de agosto de 2010, en la victoria del conjunto ché por 1-3 en Liga. Sus primeros goles en Mestalla fueron ante el Atlético de Madrid y el Athletic Club, en las jornadas 4 y 6. Asimismo, en su debut en Liga de Campeones, metió uno de los goles que le daría la victoria al Valencia por 0-4 contra el Bursaspor. También, en su primer partido en Copa del Rey con el Valencia, firmó los dos primeros tantos que le darían la victoria por 0-3 contra el CD Logroñés. Marcó el gol que dio la victoria al conjunto ché, en tiempo de descuento, ante la Real Sociedad (jornada 16) y el Málaga (jornada 20). Hizo una muy buena primera parte de la temporada, donde se ganó el puesto de titular junto a Roberto Soldado. En los últimos dos meses de competición se vio relegado al banquillo, en gran parte, por la irrupción de Jonas. En la última jornada de Liga, marcó el gol que certificó el descenso del Deportivo a Segunda División. Acabó como segundo máximo goleador del equipo, con 14 goles.
En la temporada 2011-12 partió desde el banquillo, hasta en 28 ocasiones, debido al buen momento de forma de Soldado y de Jonas. Marcó goles trascendentales, que ayudaron al equipo a acabar en tercera posición, como el gol del empate ante el Villarreal o los dobletes ante Racing de Santander y Osasuna. En esta campaña participó en cuatro partidos de Liga de Campeones 2011-12, marcando un gol, y en seis partidos de la Liga Europa 2011-12, donde llegó a semifinales, no obstante, no llegó a marcar ningún gol.

### Athletic Club (2012-2020)

#### Temporada 2012-13
El 28 de junio de 2012 regresó al Athletic Club, con 31 años, comenzando así su tercera etapa en el club bilbaíno. El Athletic pagó un traspaso de 2,5 millones de euros, mientras que el jugador guipuzcoano firmó un contrato por tres temporadas. El 19 de agosto redebutó ante el Real Betis en una derrota por 3-5, sustituyó a Toquero en el descanso, dando una asistencia de gol a Oscar De Marcos a los 75 segundos de la segunda mitad. El 23 de agosto debutó con el conjunto rojiblanco en la Liga Europa de la UEFA, ante el HJK Helsinki, anotando un doblete. El 20 de octubre, en su regreso a Mestalla, marcó un doblete (3-2).
En su primera temporada sus goles fueron clave para alejar al equipo del descenso (no se pasó nunca del 12.º puesto). De los catorce goles en la Liga 2012-13, once fueron en la primera vuelta. Fue el único goleador del equipo en cinco victorias ajustadas (Osasuna, Granada, Celta, Mallorca y, nuevamente, Granada), inauguró el marcador en otras dos victorias (Valladolid y Mallorca) e igualó dos partidos (Espanyol y Betis). En esa temporada, el técnico Marcelo Bielsa le dio la titularidad por delante de Fernando Llorente, que ya había anunciado su marcha de cara a la siguiente campaña. Acabó la temporada con 18 goles entre Liga, Copa y Liga Europa.

#### Temporada 2013-14
Para la temporada 2013-14 se produjo la llegada Ernesto Valverde como técnico. Tras un arranque dubitativo de siete partidos sin anotar, en plena lucha por el cuarto puesto, marcó en la victoria ante el Villarreal (2-1). Ese tanto, anotado el 21 de octubre de 2013, fue su primer gol en el recién inaugurado Estadio de San Mamés. Repitió goles, en sus dos siguientes compromisos como local, ante Elche (2-2) y Levante (2-1).
El 28 de febrero marcó un triplete al Granada (4-0). En las siguientes dos jornadas anotó el tanto del empate ante Valencia y Villarreal a domicilio. En abril marcó sendos dobletes en las victorias ante Levante (1-2) y Málaga (3-0). Sus tantos ayudaron a que el equipo accediese a la siguiente edición de Liga de Campeones de la UEFA, dieciséis temporadas después, al acabar en cuarta posición con 70 puntos. Finalizó la temporada con 18 tantos, entre Liga y Copa, habiendo anotado 10 goles en sus últimos 10 compromisos. Aduriz habría ganado su primer Trofeo Zarra, pero la nacionalización española del brasileño Diego Costa lo impidió.

#### Temporada 2014-15
La temporada 2014-15 empezó con una eliminatoria estelar, en la fase previa de la Liga de Campeones, ante S. S. C. Napoli. Tras el empate a uno de la ida y el 0-1 momentáneo en la segunda parte, dos goles del delantero vasco permitieron dar la vuelta a la eliminatoria y acceder a la fase de grupos de la máxima competición continental. El primer gol en la fase de grupos fue obra del delantero, en la derrota ante el BATE Borisov (2-1). Finalmente, el equipo quedó eliminado y participó en los dieciseisavos de la Liga Europa siendo eliminado por el Torino. Sus goles en Copa fueron decisivos para ir superando rondas como su doblete, ante el Celta de Vigo, en el partido de ida de los octavos de Copa. En la ronda de cuartos de final, marcó el gol que posibilitó eliminar al Málaga CF. En semifinales marcó dos goles decisivos que permitieron al Athletic eliminar al RCD Espanyol: el equipo empató a uno en el partido de ida, mientras que en la vuelta se impuso 0-2 siendo Aduriz el que abrió el marcador.
El 7 de marzo, tres días después de la vuelta de semifinales, marcó un magistral gol de cabeza al Real Madrid, que sirvió para obtener la victoria por 1-0. El 30 de mayo disputó la final de Copa ante el FC Barcelona, que acabó con derrota (3-1). Terminó la temporada con 26 goles, habiendo marcado 18 de ellos desde el mes de enero, y ganando su primer Trofeo Zarra merced a sus 18 goles en Liga. Sus goles en la competición doméstica fueron determinantes para obtener la séptima posición, tras un mala primera vuelta con sólo 19 puntos. De hecho, sus goles sirvieron para abrir el marcador en 13 jornadas (9 victorias, 3 empates y una derrota) e igualar un partido, en el descuento, ante el Valencia.

#### Temporada 2015-16
La temporada 2015-16 empezó con la conquista de la Supercopa de España frente al F. C. Barcelona, siendo el jugador más destacado, al marcar un hat-trick en el partido de ida disputado en San Mamés, en el que el Athletic venció por un sorprendente 4-0 al conjunto catalán. En el partido de vuelta, en el Camp Nou, se adelantó el Barça por medio de un gol de Messi al filo del descanso, pero el ariete donostiarra logró marcar el gol del empate en el minuto 75, dejando así sentenciada la final para el Athletic. Fue elegido el mejor jugador de la final y en la celebración del título dijo que el Athletic era como una cuadrilla. En Copa el equipo fue eliminado, nuevamente, por el FC Barcelona en cuartos de final. Fue el máximo goleador de la Liga Europa de la UEFA 2015-16 con 10 goles, convirtiéndose en el goleador más veterano de la historia de la competición superando a Alan Shearer. Sus seis goles en la fase de grupos ayudaron al equipo a alcanzar la primera posición del grupo, sobre todo, sus cuatro goles al FC Augsburg que sirvieron para remontar ambos enfrentamientos. El 18 de febrero, tras cumplir 35 años, marcó uno de los mejores goles de su carrera. Fue en el partido de ida de dieciseisavos (0-1), disputado en el Stade Vélodrome, frente al Olympique de Marsella, donde anotó con una volea de más de 35 metros que superó a Steve Mandanda. Posteriormente, marcó el gol definitivo, en la eliminatoria de octavos, contra el Valencia en el minuto 76. En cuartos de final marcó el primer gol de la eliminatoria ante el Sevilla, aunque el partido acabó en derrota por 1-2. En el partido de vuelta volvió a marcar, pero tuvo que retirarse lesionado mediada la segunda parte. Finalmente, el equipo cayó eliminado en la tanda de penaltis.

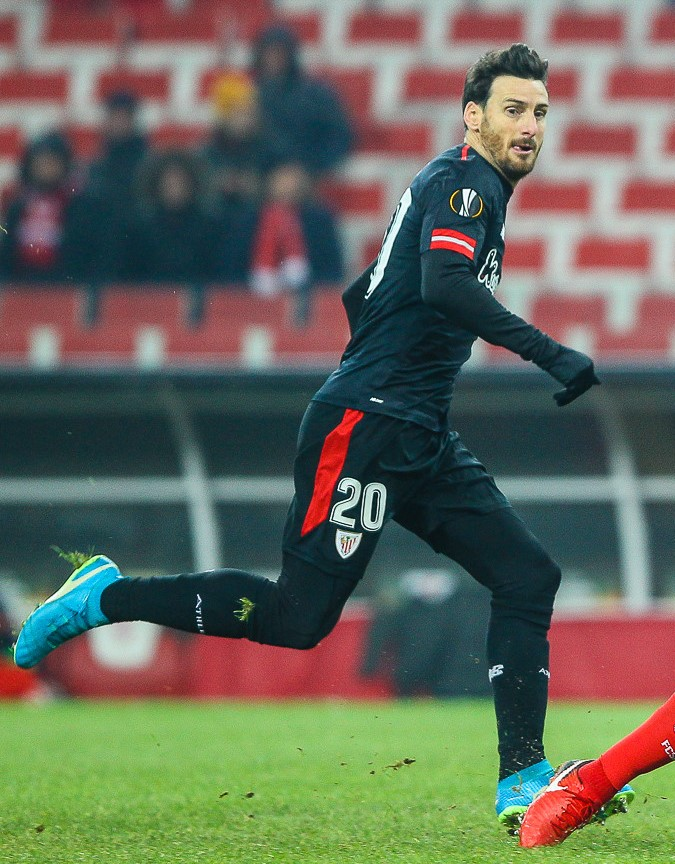
Aduriz en un partido de la Liga Europa 2017-18 frente al Spartak de Moscú.

Por otro lado, realizó una gran primera vuelta en Liga al anotar 11 goles incluido un tripleta al Rayo Vallecano. El 24 de enero marcó un doblete espectacular, con un gol de tijera y otro de volea, ante el Eibar. El 2 de marzo anotó su segundo triplete de la temporada, en el debut de Stipe Pletikosa con el Deportivo de la Coruña. Este triplete le permitió convertirse en uno de los cuatro jugadores en anotar tres goles con 35 años en Liga, tras Di Stéfano, Puskás y Mundo. El 1 de mayo, en la jornada 36, marcó uno de los goles en la victoria (2-1) ante el Celta de Vigo, que permitió adelantar al cuadro gallego en la clasificación. En la última jornada marcó dos goles al Sevilla, conquistando así la quinta plaza que dio acceso directo para la Liga Europa de la UEFA 2016-17, contribuyendo a que Carlos Gurpegui tuviera una buena despedida el día de su retirada. Gracias a este doblete pudo revalidar el Trofeo Zarra, con 20 goles en Liga, siendo el único jugador junto a Ferenc Puskás en marcar 20 o más goles a los 35 años. Concluyó la temporada con 36 goles en total, récord goleador sólo superado por Telmo Zarra y Bata en el club. A nivel nacional grandes delanteros como Raúl, Villa o Torres nunca pudieron alcanzar esa cifra goleadora. Como premio a su gran temporada, fue convocado por Vicente del Bosque para disputar la Eurocopa 2016 con la selección española de fútbol, siendo la primera vez que era convocado para disputar un torneo internacional.

#### Temporada 2016-17
El 18 de septiembre marcó sus dos primeros goles de la temporada 2016-17, en la victoria (2-1) ante el Valencia. El 16 de octubre, gracias a un gol y una asistencia del delantero donostiarra, el Athletic Club volvió a ganar un derbi vasco a la Real Sociedad (3-2) tras cuatro temporadas sin lograrlo. El 3 de noviembre, consiguió establecer varios récords al marcar los cinco goles del equipo rojiblanco al Genk (5-3) en la Liga Europa de la UEFA 2016-17. Así, se convirtió en el primer jugador en marcar cinco goles en un partido de Liga Europa de la UEFA, en el jugador más veterano en marcar cinco goles en cualquier competición europea superando a Eduard Markarov, en el último jugador rojiblanco en marcar cinco goles desde que lo hiciera Fidel Uriarte en 1967 y, por último, consiguió superar a Ismael Urzaiz para entrar en el ranking de diez máximos goleadores de la historia del Athletic.
El 5 de enero de 2017, en la victoria ante el FC Barcelona por 2-1, anotó un gol y asistió de tacón en el otro en la ida de octavos de final de Copa. La victoria sirvió de homenaje a Yeray, ya que era el primer partido tras su operación. El 11 de febrero de 2017, el día de su trigésimo sexto cumpleaños, se convirtió en el jugador más veterano en anotar gol el día de su cumpleaños al marcar el gol de la victoria en el minuto 89 ante el Deportivo de la Coruña. El 16 de febrero marcó uno de los goles en la victoria (3-2) ante el APOEL, no obstante, una lesión muscular le impidió estar en el partido de vuelta que supuso la eliminación. El 1 de abril consiguió su gol número 100 en Primera División con el Athletic Club, en la victoria por 1-2 ante el CA Osasuna. El 4 de abril anotó un doblete en la victoria por 2-0 ante el RCD Espanyol, lo que le convirtió en el máximo goleador guipuzcoano de la historia de Primera División con 142 goles.

#### Temporada 2017-18

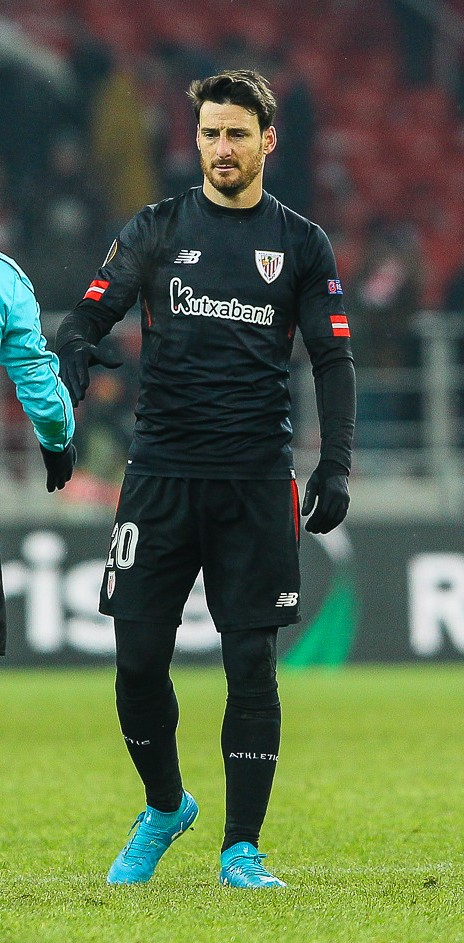
Aduriz previo a un partido en febrero de 2018

De cara a la temporada 2017-18, se produjo un relevo en el banquillo rojiblanco con la llegada de Cuco Ziganda. El 17 de agosto, anotó dos de los tres goles en la remontada ante el Panathinaikos, en la fase previa de la Liga Europa de la UEFA 2017-18. El equipo perdía 2-0 en el minuto 67, y en el minuto 74 ya ganaba por 2-3. El 2 de noviembre anotó el único gol del partido ante el Östersunds FK. Con ese tanto se convirtió, con 20 goles, en el segundo máximo goleador de la Liga Europa de la UEFA, tras Radamel Falcao, y en el octavo jugador en alcanzar los 25 goles, incluyendo los partidos de fase previa y la antigua Copa de la UEFA. El 23 de noviembre anotó un doblete en la victoria por 3-2 ante el Hertha BSC, ambos de penalti. El 7 de diciembre inauguró el marcador, por cuarta jornada consecutiva, ante el Zorya Lugansk en el Lviv Arena (0-2), lo que permitió al club vasco acabar como primero de grupo. El 10 de diciembre de 2017, se convirtió en el futbolista más veterano de la historia del Athletic Club en anotar un gol, en la victoria por 1-2 ante el Levante. El jugador rojiblanco marcó con 36 años y 302 días y, de esta manera, superó a Piru Gaínza, que anotó con 36 años y 298 días.
El 7 de enero de 2018, con su gol de penalti al Alavés, se convirtió en el tercer futbolista en anotar a 35 equipos diferentes en Primera División igualando a Raúl y Leo Messi. El 26 de enero, con su gol a la SD Eibar, alcanzó el centenar de goles en Primera División marcados con más de 30 años, únicamente por detrás de Puskás (156) y Di Stéfano (151). El 15 de febrero marcó un doblete ante el Spartak Moscú (1-3), en el partido de ida de dieciseisavos de la Liga Europa disputado en el Otkrytie Arena, que le colocó como el cuarto goleador histórico de la competición con 30 goles. Al término de la campaña acabó como máximo goleador de la Liga Europa con ocho goles, por segunda vez en su carrera.

#### Temporada 2018-19
El 28 de noviembre de 2018 marcó un doblete, ambos de cabeza, en la goleada por 4 a 0 ante la SD Huesca en la ida de los dieciseisavos de final de la Copa del Rey, ayudando así a lograr la primera victoria del equipo tras más de tres meses sin hacerlo. El 6 de diciembre anotó un nuevo doblete, en el debut de Gaizka Garitano como técnico rojiblanco, en el partido de vuelta en El Alcoraz (0-4). El 10 de diciembre dio la victoria al equipo rojiblanco en el minuto 91, con un penalti a lo Panenka, ante el Girona FC después de trece jornadas sin ganar en Liga. El 22 de diciembre marcó el último gol del año del equipo rojiblanco ante el Real Valladolid. Su remate recordó a Beppe Signori, un especialista en lanzamientos de penalti sin carrerilla. Aritz quedó justó detrás del balón y, únicamente, desplazó su pierna derecha hacia atrás e introdujo el balón a la izquierda de Jordi Masip sin dar ningún paso hacia el balón.
El 10 de enero de 2019 sufrió una grave lesión en la rodilla derecha, tras un impacto del sevillista Amadou, que le tuvo cerca de tres meses de baja. Cuatro días después de finalizar la temporada, se anunció su renovación hasta junio de 2020 lo que le convertiría en el futbolista más veterano de la Liga.

#### Temporada 2019-20
El 9 de agosto de 2019 anunció, en rueda de prensa, su retirada a final de temporada. El 16 de agosto, en el primer partido de la temporada 2019-20, marcó el tanto del triunfo frente al FC Barcelona (1-0) al minuto de haber ingresado en el terreno de juego merced a un remate de tijera en el minuto 89 de partido.
La temporada se vio interrumpida a mediados de marzo por la pandemia de enfermedad por coronavirus. El 20 de mayo, antes de que pudiera retomarse la temporada, anunció su retirada a causa de sus problemas de cadera, por lo que no pudo disputar la final de Copa del Rey frente a la Real Sociedad. En su última campaña como profesional disputó 17 encuentros.

### Etapa posterior
Tras su retirada, estableció su residencia en Palma. En octubre de 2020 fue nombrado embajador de LaLiga para contribuir a la expansión de la marca. En diciembre de 2022 se incorporó a la dirección deportiva del RCD Mallorca.

## Selección nacional
El 4 de octubre de 2010 entró por primera vez en la convocatoria de la selección española, de la mano de Vicente del Bosque. El 9 de octubre de 2010 debutó contra Lituania, en el Helmántico, en partido de clasificación para la Eurocopa 2012, sustituyendo a Fernando Llorente en el minuto 74.
El 18 de marzo de 2016, gracias a sus buenas actuaciones en el Athletic, fue convocado por Del Bosque para disputar dos partidos amistosos ante Italia y Rumanía. El 24 de marzo, en un partido disputado en Údine, se convirtió en el futbolista más veterano en debutar como titular con la selección y, además, marcó su primer gol como internacional a Gianluigi Buffon en un encuentro que acabó empate a uno. El 1 de junio entró en la lista definitiva para la Eurocopa 2016. En esta competición jugó tres partidosː contra República Checa (victoria 1-0), Croacia (derrota 2-1) e Italia (derrota 2-0), saliendo en sendos casos desde el banquillo y cayendo lesionado en el último de ellos.
El 12 de noviembre de 2016, en un partido clasificatorio para el Mundial 2018, se convirtió en el goleador más veterano de la historia de la selección española, con 35 años y 275 días, al rematar con el pie derecho un centro de David Silva y marcar el 4-0 definitivo ante Macedonia.

### Participaciones en torneos internacionales
| Torneo                     | Sede    | Resultado        | Partidos | Goles |
| -------------------------- | ------- | ---------------- | -------- | ----- |
| Eurocopa de fútbol de 2016 | Francia | Octavos de final | 3        | 0     |

#### Goles internacionales
| N.º | Fecha                   | Estadio                                        | Rival     | Gol | Resultado | Competición                |
| --- | ----------------------- | ---------------------------------------------- | --------- | --- | --------- | -------------------------- |
| 1   | 24 de marzo de 2016     | Stadio Friuli, Údine, Italia                   | Italia    | 1-1 | 1-1       | Amistoso                   |
| 2   | 12 de noviembre de 2016 | Nuevo Estadio de Los Cármenes, Granada, España | Macedonia | 4-0 | 4-0       | Clasificación Mundial 2018 |

### Euskal Selekzioa
El 8 de octubre de 2006 debutó ante la selección de Cataluña en un partido disputado en el Camp Nou (2-2). En total, disputó trece partidos y anotó doce goles, lo que le convierte en el máximo goleador de la selección de Euskadi desde su resurgimiento en 1979, siendo la selección catalana la más goleada con cuatro tantos en cuatro partidos. En el partido disputado ante Túnez, en San Mamés en 2016, se lamentó del poco ambiente comparado con años anteriores.

## Estadísticas
- Actualizado a 8 de marzo de 2020.

| C. D. Aurrerá de Vitoria · España | 2.ª B | 1999-00 | 18    | 25  | 8   | —  | —  | —  | —  | 25  | 8   | 0,32 |
| C. D. Aurrerá de Vitoria · España | Total | Total   | Total | 25  | 8   | —  | —  | —  | —  | 25  | 8   | 0,32 |
| Bilbao Athletic · España | 2.ª B | 2000-01 | 19    | 33  | 7   | —  | —  | —  | —  | 33  | 7   | 0,21 |
| Bilbao Athletic · España | 2.ª B | 2001-02 | 20    | 35  | 8   | —  | —  | —  | —  | 35  | 8   | 0,23 |
| Bilbao Athletic · España | 2.ª B | 2002-03 | 21    | 22  | 4   | —  | —  | —  | —  | 22  | 4   | 0,18 |
| Bilbao Athletic · España | Total | Total   | Total | 90  | 19  | —  | —  | —  | —  | 90  | 19  | 0,21 |
| Athletic Club · España | 1.ª   | 2002-03 | 21    | 3   | 0   | 1  | 0  | —  | —  | 4   | 0   | 0,00 |
| Athletic Club · España | Total | Total   | Total | 3   | 0   | 1  | 0  | —  | —  | 4   | 0   | 0,00 |
| Burgos C. F. · España | 2.ª B | 2003-04 | 22    | 36  | 16  | 2  | 0  | —  | —  | 38  | 16  | 0,42 |
| Burgos C. F. · España | Total | Total   | Total | 36  | 16  | 2  | 0  | —  | —  | 38  | 16  | 0,42 |
| Real Valladolid C. F. · España | 2.ª   | 2004-05 | 23    | 32  | 14  | 6  | 2  | —  | —  | 38  | 16  | 0,42 |
| Real Valladolid C. F. · España | 2.ª   | 2005-06 | 24    | 14  | 6   | 0  | 0  | —  | —  | 14  | 6   | 0,43 |
| Real Valladolid C. F. · España | Total | Total   | Total | 46  | 20  | 6  | 2  | —  | —  | 52  | 22  | 0,42 |
| Athletic Club · España | 1.ª   | 2005-06 | 24    | 15  | 6   | 2  | 0  | —  | —  | 17  | 6   | 0,35 |
| Athletic Club · España | 1.ª   | 2006-07 | 25    | 34  | 9   | 1  | 0  | —  | —  | 35  | 9   | 0,26 |
| Athletic Club · España | 1.ª   | 2007-08 | 26    | 33  | 7   | 5  | 1  | —  | —  | 38  | 8   | 0,21 |
| Athletic Club · España | Total | Total   | Total | 82  | 22  | 8  | 1  | —  | —  | 90  | 23  | 0,27 |
| R. C. D. Mallorca · España | 1.ª   | 2008-09 | 27    | 35  | 11  | 5  | 0  | —  | —  | 40  | 11  | 0,28 |
| R. C. D. Mallorca · España | 1.ª   | 2009-10 | 28    | 34  | 12  | 4  | 1  | —  | —  | 38  | 13  | 0,34 |
| R. C. D. Mallorca · España | Total | Total   | Total | 69  | 23  | 9  | 1  | —  | —  | 78  | 24  | 0,31 |
| Valencia C. F. · España | 1.ª   | 2010-11 | 29    | 29  | 10  | 2  | 2  | 8  | 2  | 39  | 14  | 0,36 |
| Valencia C. F. · España | 1.ª   | 2011-12 | 30    | 29  | 7   | 6  | 1  | 10 | 1  | 45  | 9   | 0,2  |
| Valencia C. F. · España | Total | Total   | Total | 58  | 17  | 8  | 3  | 18 | 3  | 84  | 23  | 0,28 |
| Athletic Club · España | 1.ª   | 2012-13 | 31    | 36  | 14  | 2  | 1  | 6  | 3  | 44  | 18  | 0,41 |
| Athletic Club · España | 1.ª   | 2013-14 | 32    | 31  | 16  | 5  | 2  | —  | —  | 36  | 18  | 0,5  |
| Athletic Club · España | 1.ª   | 2014-15 | 33    | 31  | 18  | 9  | 5  | 8  | 3  | 48  | 26  | 0,54 |
| Athletic Club · España | 1.ª   | 2015-16 | 34    | 34  | 20  | 7  | 6  | 14 | 10 | 55  | 36  | 0,65 |
| Athletic Club · España | 1.ª   | 2016-17 | 35    | 32  | 16  | 4  | 1  | 6  | 7  | 42  | 24  | 0,57 |
| Athletic Club · España | 1.ª   | 2017-18 | 36    | 33  | 9   | 1  | 0  | 14 | 11 | 48  | 20  | 0,42 |
| Athletic Club · España | 1.ª   | 2018-19 | 37    | 20  | 2   | 3  | 4  | —  | —  | 23  | 6   | 0,26 |
| Athletic Club · España | 1.ª   | 2019-20 | 38    | 14  | 1   | 3  | 0  | —  | —  | 17  | 1   | 0,06 |
| Athletic Club · España | Total | Total   | Total | 231 | 96  | 34 | 19 | 48 | 34 | 313 | 149 | 0,48 |
| Total | Total | Total   | Total | 640 | 221 | 68 | 26 | 66 | 37 | 774 | 284 | 0,36 |
| (1) Copas nacionales se refiere a la Copa del Rey y la Supercopa de España. (2) Torneos internacionales se refiere a la Liga Europa y la Liga de Campeones. Se incluyen los goles de las rondas previas. (3) Media de goles por encuentro. No incluye goles en partidos amistosos. |       |         |       |     |     |    |    |    |    |     |     |      |

### Tripletes o más
| 1 | 7 de noviembre de 2003  | Burgos - Fuenlabrada                   | Gol · Gol · Gol             | 4 - 0 | Segunda División B 2003-04     |
| 2 | 29 de agosto de 2004    | Real Valladolid - Deportivo Alavés     | Gol · Gol · Gol             | 4 - 2 | Segunda División 2004-05       |
| 3 | 3 de diciembre de 2005  | Real Valladolid - Lleida               | Gol · Gol · Gol             | 4 - 0 | Segunda División 2005-06       |
| 4 | 19 de mayo de 2007      | Athletic Club - Real Zaragoza          | Gol · Gol · Gol             | 3 - 4 | Primera División 2006-07       |
| 5 | 28 de febrero de 2014   | Athletic Club - Granada                | Gol · Gol · Gol             | 4 - 0 | Primera División 2013-14       |
| 6 | 14 de agosto de 2015    | Athletic Club - F. C. Barcelona        | Gol · Gol · Gol             | 4 - 0 | Supercopa de España 2015       |
| 7 | 29 de noviembre de 2015 | Athletic Club - Rayo Vallecano         | Gol · Gol · Gol             | 3 - 0 | Primera División 2015-16       |
| 8 | 2 de marzo de 2016      | Athletic Club - Deportivo de La Coruña | Gol · Gol · Gol             | 4 - 1 | Primera División 2015-16       |
| 9 | 3 de noviembre de 2016  | Athletic Club - KRC Genk               | Gol · Gol · Gol · Gol · Gol | 5 - 3 | Liga Europa de la UEFA 2016-17 |

## Palmarés

### Torneos nacionales
| Título              | Club          | País   | Año  |
| ------------------- | ------------- | ------ | ---- |
| Supercopa de España | Athletic Club | España | 2015 |

### Trofeos regionales
| Título                 | Equipo        | Comunidad autónoma | Año  |
| ---------------------- | ------------- | ------------------ | ---- |
| Euskal Herriko Txapela | Athletic Club | País Vasco         | 2017 |
| Euskal Herriko Txapela | Athletic Club | País Vasco         | 2018 |

### Distinciones individuales
| Distinción                                                                | Temporada |
| ------------------------------------------------------------------------- | --------- |
| Trofeo Zarra al máximo goleador nacional de la Primera División de España | 2014-15   |
| Trofeo Zarra al máximo goleador nacional de la Primera División de España | 2015-16   |

| Otros logros y reconocimientos |
| --- |
| - Jugador del mes de La Liga en marzo de 2016. - Máximo goleador de la Liga Europa de la UEFA 2015-16 (10 goles). - Elegido en el Equipo Ideal de Liga Europa de la UEFA 2015-16. - Mejor jugador de la fase de grupos de la Liga Europa de la UEFA 2017-18. - Jugador del mes de La Liga en enero de 2018. - Máximo goleador de la Liga Europa de la UEFA 2017-18 (8 goles, compartido con Ciro Immobile). - Jugador más veterano en marcar gol con el Athletic Club (38 años y 186 días). - Jugador más veterano en marcar gol con la selección española (35 años y 275 días). - Único jugador en haber marcado 5 goles en un partido de la Liga Europa de la UEFA. - Único jugador en haber marcado 4 goles en una final (ida y vuelta) de la Supercopa de España. - Único jugador español en haber marcado 100 goles o más en Primera División tras cumplir 30 años. - Único jugador español en haber marcado 10 goles o más en dos temporadas de Liga Europa o Liga de Campeones. |